# Hyperréflexie
Lors d’une hyperréflexie des réflexes sont exagérés ou « hyperactifs ». Une hyperréflexie peut ou bien être locale ou bien généralisée. 
Une hyperréflexie généralisée peut exister en tant que symptôme, par exemple lors d’une hyperthyroïdie, ou bien de façon autonome.
L'hyperréflexie autonome est une réponse exagérée du système sympathique à diverses excitations et, en conséquence, réactions parasympathiques. Ils se manifestent entre autres par de l'hypertension, de la rougeur à la face et au thorax, de la congestion nasale, de la bradycardie, des céphalées et de la diaphorèse.
Autrement dit, c'est une exagération des réflexes.
Ce phénomène est vu chez les gens ayant subi une lésion à la moelle épinière, au niveau T6 et au-dessus. Il s'agit d'une condition sévère qui doit être traitée comme urgence médicale.
Cette maladie, touche 30 à 60 % des malades ayant été touchés eux-mêmes à la moelle épinière (par exemple lors d'un accident grave).